# 6-Stunden-Rennen von Fuji 2015

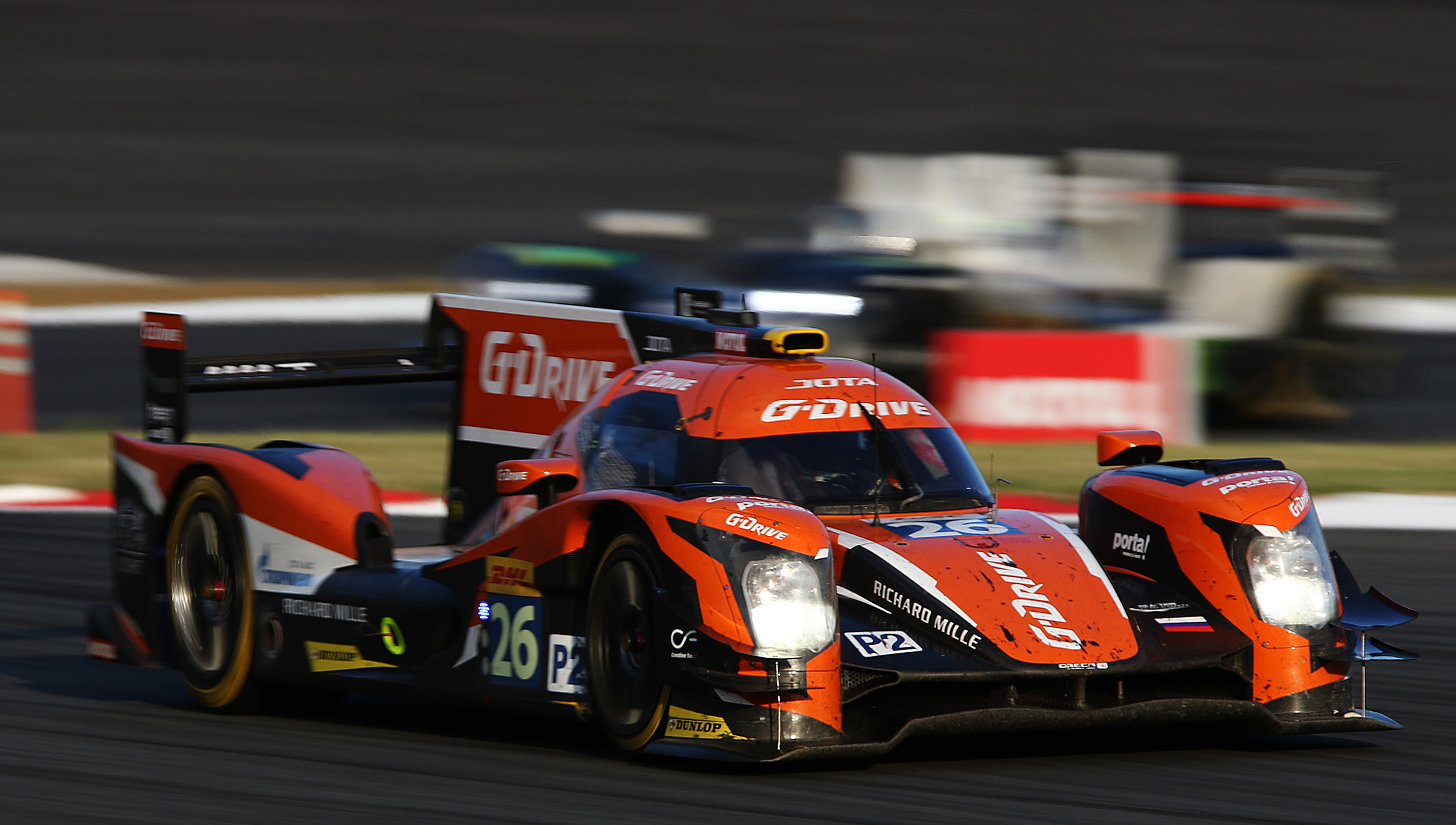
LMP2-Klassensieg für den G-Drive-Ligier JS P2 von Roman Rusinov, Julien Canal und Sam Bird

Das 6-Stunden-Rennen von Fuji 2015, auch 6 Hours of Fuji 2015, fand am 11. Oktober auf dem Fuji Speedway statt und war der sechste Wertungslauf der FIA-Langstrecken-Weltmeisterschaft dieses Jahres.

## Das Rennen
Nach ihrem Erfolg beim 6-Stunden-Rennen auf dem Nürburgring und beim Rennen in Austin gewannen Timo Bernhard, Brendon Hartley und Mark Webber im Werks-Porsche 919 Hybrid auch den Weltmeisterschaftslauf in Fuji. Hinter ihnen platzierten sich die Teamkollegen Marc Lieb/Romain Dumas/Neel Jani und die beiden Audi R18 E-Tron quattro von André Lotterer/Marcel Fässler/Benoît Tréluyer sowie Loïc Duval/Lucas di Grassi/Oliver Jarvis. Keinen Platz unter den Ersten gab es für Toyota, den Eigentümer der Rennstrecke von Fuji. Der bestplatzierte TS040 Hybrid kam mit zwei Runden Rückstand als Gesamtfünfter ins Ziel.

## Ergebnisse

### Schlussklassement
| 1           | LMP1      | 17 | Porsche Team              | Timo Bernhard Brendon Hartley Mark Webber             | Porsche 919 Hybrid       | 216 |
| 2           | LMP1      | 18 | Porsche Team              | Marc Lieb Romain Dumas Neel Jani                      | Porsche 919 Hybrid       | 216 |
| 3           | LMP1      | 7  | Audi Sport Team Joest     | André Lotterer Marcel Fässler Benoît Tréluyer         | Audi R18 E-Tron quattro  | 215 |
| 4           | LMP1      | 8  | Audi Sport Team Joest     | Loïc Duval Lucas di Grassi Oliver Jarvis              | Audi R18 E-Tron quattro  | 214 |
| 5           | LMP1      | 1  | Toyota Racing             | Anthony Davidson Sébastien Buemi Kazuki Nakajima      | Toyota TS040 Hybrid      | 214 |
| 6           | LMP1      | 2  | Toyota Racing             | Alexander Wurz Stéphane Sarrazin Mike Conway          | Toyota TS040 Hybrid      | 203 |
| 7           | LMP1      | 12 | Rebellion Racing          | Nicolas Prost Mathias Beche                           | Rebellion R-One          | 203 |
| 8           | LMP1      | 4  | Team ByKolles             | Simon Trummer Pierre Kaffer                           | CLM P1/01                | 199 |
| 9           | LMP2      | 26 | G-Drive Racing            | Roman Rusinov Julien Canal Sam Bird                   | Ligier JS P2             | 198 |
| 10          | LMP2      | 36 | Signatech Alpine          | Nelson Panciatici Paul-Loup Chatin Vincent Capillaire | Alpine A450b             | 198 |
| 11          | LMP2      | 28 | G-Drive Racing            | Gustavo Yacamán Ricardo González Luís Felipe Derani   | Ligier JS P2             | 197 |
| 12          | LMP2      | 30 | Extreme Speed Motorsports | Scott Sharp Ryan Dalziel David Heinemeier Hansson     | HPD ARX-03b              | 194 |
| 13          | LMGTE Pro | 51 | AF Corse                  | Gianmaria Bruni Toni Vilander                         | Ferrari 458 Italia GT2   | 193 |
| 14          | LMP2      | 43 | Team SARD Morand          | Oliver Webb Pierre Ragues Christopher Cumming         | Morgan LMP2 Evo          | 193 |
| 15          | LMGTE Pro | 92 | Porsche Team Manthey      | Patrick Pilet Frédéric Makowiecki                     | Porsche 911 RSR          | 192 |
| 16          | LMGTE Pro | 71 | AF Corse                  | Davide Rigon James Calado                             | Ferrari 458 Italia GT2   | 192 |
| 17          | LMGTE Pro | 91 | Porsche Team Manthey      | Richard Lietz Michael Christensen                     | Porsche 911 RSR          | 192 |
| 18          | LMP2      | 42 | Strakka Racing            | Nick Leventis Jonny Kane Danny Watts                  | Gibson 015S              | 192 |
| 19          | LMGTE Pro | 95 | Aston Martin Racing       | Christoffer Nygaard Marco Sørensen                    | Aston Martin Vantage GTE | 191 |
| 20          | LMGTE Pro | 97 | Aston Martin Racing       | Darren Turner Jonny Adam                              | Aston Martin Vantage GTE | 190 |
| 21          | LMGTE Pro | 99 | Aston Martin Racing       | Fernando Rees Alex MacDowall Richie Stanaway          | Aston Martin Vantage GTE | 190 |
| 22          | LMGT Am   | 77 | Dempsey-Proton Racing     | Patrick Dempsey Patrick Long Marco Seefried           | Porsche 911 RSR          | 187 |
| 23          | LMGTE AM  | 98 | Aston Martin Racing       | Paul Dalla Lana Pedro Lamy Mathias Lauda              | Aston Martin Vantage GTE | 187 |
| 24          | LMGTE AM  | 83 | AF Corse                  | François Perrodo Emmanuel Collard Rui Águas           | Ferrari 458 Italia GT2   | 186 |
| 25          | LMP2      | 31 | Extreme Speed Motorsports | Ed Brown Johannes van Overbeek Jon Fogarty            | HPD ARX-03b              | 186 |
| 26          | LMGTE Am  | 50 | Larbre Compétition        | Gianluca Roda Paolo Ruberti Nicolai Sylvest           | Chevrolet Corvette C7.R  | 185 |
| 27          | LMGTE Am  | 88 | Abu Dhabi-Proton Racing   | Christian Ried Earl Bamber Khaled Al Qubaisi          | Porsche 911 RSR          | 185 |
| 28          | LMGTE AM  | 72 | SMP Racing                | Viktor Shaitar Aleksey Basov Andrea Bertolini         | Ferrari 458 Italia GT2   | 185 |
| 29          | LMGTE Am  | 96 | Aston Martin Racing       | Liam Griffin Stuart Hall Francesco Castellacci        | Aston Martin Vantage GTE | 184 |
| 30          | LMP1      | 13 | Rebellion Racing          | Alexandre Imperatori Dominik Kraihamer Daniel Abt     | Rebellion R-One          | 164 |
| Ausgefallen |           |    |                           |                                                       |                          |     |
| 31          | LMP2      | 47 | KCMG                      | Matthew Howson Richard Bradley Nick Tandy             | Oreca 05                 | 192 |

### Nur in der Meldeliste
Zu diesem Rennen sind keine weiteren Meldungen bekannt.

### Klassensieger
| Klasse    | Fahrer          | Fahrer          | Fahrer         | Fahrzeug               | Platzierung im Gesamtklassement |
| --------- | --------------- | --------------- | -------------- | ---------------------- | ------------------------------- |
| LMP1      | Timo Bernhard   | Brendon Hartley | Mark Webber    | Porsche 919 Hybrid     | Gesamtsieg                      |
| LMP2      | Roman Rusinov   | Julien Canal    | Sam Bird       | Ligier JS P2           | Rang 9                          |
| LMGTE Pro | Gianmaria Bruni | Toni Vilander   |                | Ferrari 458 Italia GT2 | Rang 13                         |
| LMGTE Am  | Patrick Dempsey | Patrick Long    | Marco Seefried | Porsche 911 RSR        | Rang 22                         |

### Renndaten
- Gemeldet: 31
- Gestartet: 31
- Gewertet: 30
- Rennklassen: 4
- Zuschauer: 52.000
- Wetter am Rennwochenende: warm und trocken
- Streckenlänge: 4,563 km
- Fahrzeit des Siegerteams: 6:00:25,737 Stunden
- Runden des Siegerteams: 216
- Distanz des Siegerteams: 985,600 km
- Siegerschnitt: 164,100 km/h
- Pole Position: Timo Bernhard – Porsche 919 Hybrid (#17) – 1:22,639
- Schnellste Rennrunde: Lucas di Grassi – Audi R18 E-Tron quattro (#8) – 1:25,621 = 191,900 km/h
- Rennserie: 6. Lauf zur FIA-Langstrecken-Weltmeisterschaft 2015